# Mišače
Mišače – wieś w Słowenii, w gminie Radovljica. W 2018 roku liczyła 71 mieszkańców.